# Hrabstwo Saginaw
Saginaw – hrabstwo w stanie Michigan w USA. Siedzibą hrabstwa jest Saginaw.

## Miasta
- Frankenmuth
- Saginaw
- Zilwaukee

## CDP
- Bridgeport
- Buena Vista
- Burt
- Freeland
- Robin Glen-Indiantown
- Shields

## Wioski
- Birch Run
- Chesaning
- Merrill
- Oakley
- St. Charles

## Hrabstwo Saginaw graniczy z następującymi hrabstwami
- Midland
- Bay
- Tuscola
- Genesee
- Shiawassee
- Gratiot